# 船橋市立小栗原小学校
船橋市立小栗原小学校（ふなばししりつ おぐりはらしょうがっこう）は、千葉県船橋市本中山三丁目にある公立小学校。

## 沿革
- 1950年度 - 葛飾小学校の小栗原分教場として2学級で発足。
- 1952年度 - 船橋市立小栗原小学校開校。（13学級）
- 1959年度 - 校歌制定。
- 1966年度 - 環境優良校県表彰。
- 1979年度 - 合奏クラブTBSコンクール文部大臣奨励賞受賞。
- 1981年度 - 合奏クラブTBSコンクール文部大臣奨励賞受賞。
- 1982年度 - 合奏クラブTBSコンクール文部大臣奨励賞受賞。
- 1983年度
  - 8月：合奏クラブオーストラリア音楽祭参加。
  - 12月：合奏クラブ全国学校合奏コンクール内閣総理大臣賞受賞。
- 1984年度
  - 2月：合奏クラブTBSコンクール文部大臣奨励賞受賞。
  - 3月：ミニバスクラブ女子全国大会優勝。
- 1985年度 - 合奏クラブ全国学校合奏コンクール内閣総理大臣受賞。
- 1986年度
  - 11月：ミニバスクラブ男子関東大会優勝。
  - 12月：合奏クラブ全国合奏コンクール内閣総理大臣賞受賞。
- 1987年度 - 合奏クラブ全国合奏コンクール内閣総理大臣賞受賞。
- 1988年度 - 合奏クラブ代表デンマークオーデンセ市千年祭参加。
- 1990年度 - 合奏クラブTBSコンクール文部大臣奨励賞受賞。
- 1992年度
  - 2月：合秦クラブ全国学校合奏コンクール内閣総理大臣賞受賞。
  - 4月：合奏クラブTBSコンクール文部大臣奨励賞受賞。
- 1995年度 - 全国学校新聞コンクール朝日新聞社長賞受賞。
- 1996年度 - 全国学校新聞コンクール文部大臣奨励為受賞。
- 1997年度 - 千葉県夢を育む教育推進地域指定校。全国学校新聞コンクール審査員特別賞受賞。
- 2000年度 - 全国学校新聞コンクール審査員特別賞受賞。
- 2004年度
  - 12月：合奏クラブ「TBS子ども音楽コンクール東日本優秀演奏発表会合奏第二部門」出場。
  - 1月：東京電力サイエンスグランプリ学校賞受賞。
- 2005年度
  - 10月：全国学校合奏コンクール県大会「銀賞」受賞。
  - 12月：合奏クラブ「TBS子ども音楽コンクール東日本優秀演奏発表会合奏第二部門」出場。
  - 3月：ディズニーミュージックフェスティバル参加（会場ディズニーシー）
- 2006年度 - 合奏クラブTBS子ども音楽コンクール東日本優秀演奏発表会合奏第二部門出場。
- 2007年度
  - 6月：合奏クラブTBS子ども音楽コンクール千葉地区大会合奏第二部門優秀賞。
  - 9月：合奏クラブTBS子ども音楽コンクール千葉地区大会重奏部門最優秀賞。
  - 3月：合奏クラブ第13回東関東アンサンブルコンテスト大会銅賞
- 2008年度 - 合奏クラブTBS子ども音楽コンクール千葉地区大会合奏第二部門優秀賞。
- 2010年度 - 合奏部にDisneyonClassicの指揮者ブラッド・ケリー氏と東京フィルハーモニー「ネバーランドオーケストラ」の青木高志氏が来校。
- 2011年度 - 合奏クラブTBS子ども音楽コンクール千葉地区大会合奏第二部門優秀賞。
- 2012年度 - 船橋市小学校駅伝大会　男子の部　優勝。
- 2013年度 - 合奏クラブTBS子ども音楽コンクール東日本　優秀賞。
- 2015年度 - こども音楽コンクール東日本優秀演奏発表会　優秀賞　受賞。
- 2017年度
  - 10月：合奏部「日本学校合奏コンクール全国大会アンサンブル部門」金管5重奏　銅賞　弦楽9重奏　銀賞。
  - 11月：合奏部「日本学校合奏コンクール2017全国大会グランドコンテスト」文部科学大臣賞（第1位）。
  - 11月：男子バスケットボール部「関東ミニバスケットボール大会千葉県大会」優勝
  - 1月：男子バスケットボール部「第39回関東ミニバスケットボール大会」優勝
- 2018年度 - 合奏部「日本学校合奏コンクール全国大会」銀賞

## 交通
- 最寄駅
  - JR総武線下総中山駅

## 周辺の施設
- 本中山公園